# Alfons III. Leonski
Alfons III. Leonski (o. 848. – 20. prosinca 910.) bio je kralj Leona, Galicije i Asturije, a zvan je Velikim. Zvan je carem Španjolske i princem cijele Galicije.

## Životopis
Alfons (Alfonso) bio je sin i nasljednik Ordoña I. i kraljice Muniadone.
Ugušio je baskijsku i galicijsku pobunu. Osvojio je Porto i Coimbru.
Njegova se supruga zvala Jimena, te je moguće da je ona bila kći kralja Garcíje Íñigueza od Pamplone.
Naredio je izradu triju kronika, volio je umjetnost te je sagradio crkvu svetog Andrije.
Umro je u Zamori.
Njegovi su sinovi bili García I. Leonski, Ordoño II. i Fruela II. te je bio djed Sanča I. Ordóñeza i Alfonsa IV. Leonskog.